# Associazione Calcio Udinese 1969-1970
Questa voce raccoglie le informazioni riguardanti l'Associazione Calcio Udinese nelle competizioni ufficiali della stagione 1969-1970.

## Stagione
Nella stagione 1969-1970 l'Udinese disputa il girone A del campionato di Serie C, con 39 punti si piazza in settima posizione, il torneo è stato vinto dal Novara con 57 punti che ottiene la promozione in Serie B, retrocedono in Serie D il Marzotto di Valdagno, la Trevigliese e la Biellese.

## Rosa
| N. |                   | Ruolo | Calciatore          |
| -- | ----------------- | ----- | ------------------- |
|    | Italia (bandiera) | P     | Pasquale Lattanzi   |
|    | Italia (bandiera) | P     | Ferdinando Miniussi |
|    | Italia (bandiera) | D     | Vittorio Caporale   |
|    | Italia (bandiera) | D     | Germano D'Antoni    |
|    | Italia (bandiera) | D     | Adriano Fedele      |
|    | Italia (bandiera) | D     | Enea Moruzzi        |
|    | Italia (bandiera) | D     | Giorgio Ramusani    |
|    | Italia (bandiera) | D     | Pietro Zampa        |
|    | Italia (bandiera) | C     | Alessandro Bon      |
|    | Italia (bandiera) | C     | Olveno Filippuzzi   |
|    | Italia (bandiera) | C     | Angelo Fogolin      |
|    | Italia (bandiera) | C     | Luigi Giavara       |

| N. |                   | Ruolo | Calciatore         |
| -- | ----------------- | ----- | ------------------ |
|    | Italia (bandiera) | C     | Dante Maiani       |
|    | Italia (bandiera) | C     | Giorgio Piccolo    |
|    | Italia (bandiera) | C     | Paolo Tuttino      |
|    | Italia (bandiera) | A     | Giuliano Berzaghi  |
|    | Italia (bandiera) | A     | Angelo Calisti     |
|    | Italia (bandiera) | A     | Gabriele Ceccolini |
|    | Italia (bandiera) | A     | Giovanni Galeone   |
|    | Italia (bandiera) | A     | Renato Pezzatini   |
|    | Italia (bandiera) | A     | Giuseppe Scicolone |
|    | Italia (bandiera) |       | Sergio Comisso     |
|    | Italia (bandiera) |       | Vittorio Orazi     |

## Risultati

### Serie C

#### Girone di andata
| Arbitro: | Prati (Parma) |

|                         |           |  |
| Maiani 32’ Berzaghi 80’ | Marcatori |  |

| Arbitro: | Frasso (Capua) |

|                |           |              |
| Piacentini 87’ | Marcatori | 50’ Berzaghi |

| Arbitro: | Trinchieri (Reggio Emilia) |

|             |           |                  |
| Calisti 32’ | Marcatori | 47’ Angelo Paina |

| Arbitro: | Cantelli (Firenze) |

|                      |           |                    |
| Fornara 4’ Ninni 43’ | Marcatori | 82’ (rig.) Giavara |

| Arbitro: | Clerico (Chiavari) |

|                    |           |  |
| Giavara 84’ (rig.) | Marcatori |  |

| Arbitro: | Chiapponi (Livorno) |

|                                           |           |  |
| Vivian 22’ Bramati 33’, 86’ Gavinelli 68’ | Marcatori |  |

| Arbitro: | Martinelli (Catanzaro) |

|               |           |          |
| Ceccolini 58’ | Marcatori | 49’ Gira |

| Arbitro: | Menegali (Roma) |

|               |           |  |
| Mongitore 76’ | Marcatori |  |

| Arbitro: | Sgherri (Grosseto) |

|                           |           |                             |
| Calisti 35’ Pezzatini 43’ | Marcatori | 47’ Fregonese 66’ Del Zotto |

| Padova 16 novembre 1969 10ª giornata | Padova               | 0 – 0 | Udinese | Stadio Silvio Appiani\| Arbitro: \| Castelli (Treviglio) \| |
| Arbitro:                             | Castelli (Treviglio) |       |         |                                                             |

| Udinese 23 novembre 1969 11ª giornata | Udinese          | 0 – 0 | Lecco | Stadio Moretti (4.000 spett.)\| Arbitro: \| Ciacci (Firenze) \| |
| Arbitro:                              | Ciacci (Firenze) |       |       |                                                                 |

| Arbitro: | Lenardon (Siena) |

|                                   |           |                                       |
| Albino Cella 35’ Galli 87’ (rig.) | Marcatori | 11’, 85’ Scicolone 80’ (rig.) Galeone |

| Arbitro: | Zacchetti (Milano) |

|             |           |                    |
| Bagatti 67’ | Marcatori | 71’ (rig.) Galeone |

| Udine 14 dicembre 1969 14ª giornata | Udinese          | 0 – 0 | Seregno | Stadio Moretti (2.000 spett.)\| Arbitro: \| Crista (Livorno) \| |
| Arbitro:                            | Crista (Livorno) |       |         |                                                                 |

| Monfalcone 21 dicembre 1969 15ª giornata | Monfalcone       | 0 – 0 | Udinese | Stadio Italcantieri (2.000 spett.)\| Arbitro: \| Scolari (Verona) \| |
| Arbitro:                                 | Scolari (Verona) |       |         |                                                                      |

| Arbitro: | Reggiani (Bologna) |

|  |           |                                         |
|  | Marcatori | 30’ Foglia 67’ Dalle Crode 70’ Rampanti |

| Arbitro: | Crista (Livorno) |

|  |           |             |
|  | Marcatori | 29’ Calisti |

| Arbitro: | Frasso (Capua) |

|               |           |         |
| Ceccolini 48’ | Marcatori | 61’ Cei |

| Chioggia 25 gennaio 1970 19ª giornata | Sottomarina      | 0 – 0 | Udinese | Stadio Aldo e Dino Ballarin (3.000 spett.)\| Arbitro: \| Lenardon (Siena) \| |
| Arbitro:                              | Lenardon (Siena) |       |         |                                                                              |

#### Girone di ritorno
| Arbitro: | Marino (Taranto) |

|             |           |  |
| Sadocco 36’ | Marcatori |  |

| Udine 8 febbraio 1970 21ª giornata | Udinese             | 0 – 0 referto | Alessandria | Stadio Moretti (3.500 spett.)\| Arbitro: \| Vannucchi (Bologna) \| |
| Arbitro:                           | Vannucchi (Bologna) |               |             |                                                                    |

| Trieste 15 febbraio 1970 22ª giornata | Triestina          | 0 – 0 | Udinese | Stadio Giuseppe Grezar (4.000 spett.)\| Arbitro: \| Zacchetti (Milano) \| |
| Arbitro:                              | Zacchetti (Milano) |       |         |                                                                           |

| Udine 22 febbraio 1970 23ª giornata | Udinese          | 0 – 0 | Biellese | Stadio Moretti (2.000 spett.)\| Arbitro: \| Fuschi (Pescara) \| |
| Arbitro:                            | Fuschi (Pescara) |       |          |                                                                 |

| Arbitro: | Trinchieri (Reggio Emilia) |

|                   |           |             |
| Caloni 65’ (rig.) | Marcatori | 75’ Moruzzi |

| Udine 8 marzo 1970 25ª giornata | Udinese            | 0 – 0 | Novara | Stadio Moretti (3.500 spett.)\| Arbitro: \| Stagnoli (Bologna) \| |
| Arbitro:                        | Stagnoli (Bologna) |       |        |                                                                   |

| Arbitro: | Sgherri (Grosseto) |

|  |           |            |
|  | Marcatori | 47’ Fedele |

| Udine 22 marzo 1970 27ª giornata | Udinese             | 0 – 0 | Legnano | Stadio Moretti\| Arbitro: \| Baroncini (Bologna) \| |
| Arbitro:                         | Baroncini (Bologna) |       |         |                                                     |

| Arbitro: | Castelli (Treviglio) |

|              |           |            |
| Bertollo 82’ | Marcatori | 62’ Fedele |

| Arbitro: | Barboni (Firenze) |

|                                       |           |  |
| Giavara 24’ (rig.) Scicolone 75’, 85’ | Marcatori |  |

| Arbitro: | Lenardon (Siena) |

|           |           |               |
| Bravi 35’ | Marcatori | 36’ Scicolone |

| Arbitro: | Rodomonte (Teramo) |

|                         |           |               |
| Scicolone 7’ Fedele 51’ | Marcatori | 4’ Cogliandro |

| Arbitro: | Crista (Livorno) |

|                         |           |             |
| Fedele 5’ Ceccolini 20’ | Marcatori | 88’ Bagatti |

| Arbitro: | Baciucchi (Roma) |

|           |           |  |
| Rizzi 89’ | Marcatori |  |

| Udine 17 maggio 1970 34ª giornata | Udinese                   | 0 – 0 | Monfalcone | Stadio Moretti (1.200 spett.)\| Arbitro: \| Campanini (Finale Emilia) \| |
| Arbitro:                          | Campanini (Finale Emilia) |       |            |                                                                          |

| Arbitro: | Fiorenza (Torre Annunziata) |

|                             |           |                                 |
| Foglia 31’, 60’ Fagnani 38’ | Marcatori | 74’ Scicolone 81’ (aut.) Dorini |

| Udine 31 maggio 1970 36ª giornata | Udinese          | 0 – 0 | Pro Patria | Stadio Moretti (1.000 spett.)\| Arbitro: \| Lenardon (Siena) \| |
| Arbitro:                          | Lenardon (Siena) |       |            |                                                                 |

| Arbitro: | Levrero (Genova) |

|  |           |            |
|  | Marcatori | 27’ Fedele |

| Arbitro: | Testuzza (Genova) |

|              |           |                                       |
| Scicolone 2’ | Marcatori | 35’ Rizzi 61’ Veglianetti 71’ Cerilli |